# Emil Cohn
Pour les articles homonymes, voir Cohn.
Emil Georg Cohn (28 septembre 1854 à Neustrelitz, Mecklembourg, Allemagne - 28 janvier 1944 à  Ringgenberg, Suisse) est un professeur et un physicien allemand surtout connu pour ses travaux en électrodynamique théorique.

## Biographie
Cohn est le fils de l'avocat August Cohn et de Charlotte Cohn. À l'âge de 17 ans, il commence à étudier la jurisprudence à l'université de Leipzig. Cependant, à l'université Ruprecht Karl de Heidelberg et à l'université de Strasbourg, il commence à étudier la physique. À Strasbourg, il obtient son diplôme en 1879. De 1881 à 1884, il est assistant d'August Kundt à l'institut de physique. En 1884, il est habilité en physique théorique et est nommé privat-docent. De 1884 à 1918, il est membre facultaire de l'université de Strasbourg est nommé professeur adjoint le 27 septembre 1884. Au début, il travaille en physique expérimentale, puis l'abandonne au profit de la physique théorique. En 1918, il est nommé professeur extraordinaire.
Après la fin de la Première Guerre mondiale et l'occupation de l'Alsace-Lorraine par la France, Cohn et sa famille sont expulsés de Strasbourg le jour du réveillon de Noël de 1918. En avril 1919, il est nommé professeur à l'université de Rostock. À partir de juin 1920, il donne des cours magistraux en physique théorique à l'université de Fribourg. En 1935, il se retire à Heidelberg, où il vit jusqu'en 1939. Pour protester contre le despotisme du nazisme, il démissionne de la Deutsche Physikalische Gesellschaft (DPG), tout comme les physiciens Richard Gans (de), Leo Graetz, George Jaffé (de) et Walter Kaufmann.
Cohn est baptisé protestant et a été marié à Marie Goldschmidt (1864–1950), avec laquelle il a eu deux filles. À cause de son ascendance juive, il est forcé par les nazis à émigrer en Suisse. Il demeure à Hasliberg-Hohfluh au début, puis à partir de 1942 à Ringgenberg, où il meurt à l'âge de 90 ans.
Son plus jeune frère, Carl Cohn (1857–1931), a obtenu du succès en tant marchand maritime outremer. Il a été sénateur de Hambourg de 1921 à 1929.

## Travaux
Au début du XXe siècle, Cohn est l'un des experts les plus réputés en électrodynamique théorique. Il était peu satisfait de la théorie électrodynamique de Lorentz pour les corps en mouvement et proposa une théorie alternative. Sa théorie, qui s'appuie sur une modification des équations de Maxwell, explique toutes les expériences électrodynamiques et optiques connues à l'époque (1900–1904), y compris l'expérience de Michelson-Morley (MMX) de 1887. L'électrodynamique de Cohn sur les corps en mouvement s'appuie sur l'hypothèse que la lumière voyage à vitesse constante dans l'atmosphère terrestre, mais sa théorie souffre de contradictions internes. Bien qu'elle prédise un résultat négatif de MMX dans l'air, elle prédit un résultat positif dans le vide. Un autre point faible de sa théorie est qu'elle est formulée sans tenir compte des atomes et des électrons. Dès lors, elle est supplantée à partir de 1905 lorsque la théorie de la relativité restreinte prend son essor,,,
En se basant sur le rasoir d'Occam, il élimine les concepts d'éther luminifère et d'atomes, tout en faisant valoir qu'il s'agit simplement du vide. Il a aussi avancé que quelqu'un peut recourir à un référentiel dans lequel les étoiles fixes sont au repos. En tant que concept heuristique, il s'agirait d'un éther « matériel », mais selon Cohn, il serait plutôt « métaphorique » et ne changerait pas les conséquences de sa théorie. Quelques concepts de sa théorie seront reprises dans la théorie de la relativité restreinte d'Albert Einstein, en particulier quelques aspects de l'interprétation de la transformation de Lorentz. Les équations x' = x-vt et t' = t-vx/c2 introduites par Lorentz en 1895 seront appelées les « transformations lorentziennes » par Cohn en 1900. En 1905, pour les transformations valables pour tout ordre dans v/c, Henri Poincaré renomme ce terme en « transformations de Lorentz ». En 1904, Cohn donne une interprétation physique du temps local de Lorentz : il avance que cet effet est une conséquence de l'hypothèse que la lumière se propage en ondes sphériques à vitesse constante dans toutes les directions (une définition semblable est déjà donnée par Poincaré en 1900). Également, il schématise les effets de la contraction des longueurs et de la dilatation du temps en faisant appel à des tiges en mouvement et des horloges. Il fait une remarque, essentielle, que le « temps vrai » et le « temps local » de la théorie de Lorentz sont une distinction artificielle car elle ne peut être vérifiée expérimentalement. Cependant, Cohn croit que la validité de la théorie de Lorentz se limite aux phénomènes lumineux, alors que dans sa théorie, il est possible que des horloges mécaniques puissent indiquer le « temps vrai »,. Plus tard, en 1911, lorsque sa théorie est réfutée, Cohn accepte le principe de relativité de « Lorentz et Einstein » et rédige un résumé sur la relativité restreinte, qui sera approuvé par Einstein.

## Publications
- E. Cohn, Das Elektromagnetische Feld : Vorlesungen über die Maxwell'sche Theorie, Leipzig, S. Hirzel, 1900 (lire en ligne); Second edition Berlin 1927: Das elektromagnetische Feld - Ein Lehrbuch
- (en) E. Cohn, « Über die Gleichungen der Electrodynamik für bewegte Körper », Recueil de travaux offerts par les auteurs à H. A. Lorentz à l’occasion du 25e anniversaire de son doctorat le 11 décembre 1900, Archives néerlandaises, vol. 5,‎ 1900, p. 516-523
- (en) E. Cohn, « Über die Gleichungen des elektromagnetischen Feldes für bewegte Körper », Göttinger Nachrichten,‎ 1901, p. 74-99
- (en) E. Cohn, « Ueber die Gleichungen des elektromagnetischen Feldes für bewegte Körper », Annalen der Physik, Series 4, vol. 7, no 1,‎ 1902, p. 29-56
- (en) E. Cohn, « Zur Elektrodynamik bewegter Systeme I », Sitzungsberichte der Königlich Preussischen Akademie der Wissenschaften, vol. 1904, no 40,‎ 1904, p. 1294-1303
  - Wikisource translation: On the Electrodynamics of Moving Systems I
- (en) E. Cohn, « Zur Elektrodynamik bewegter Systeme II », Sitzungsberichte der Königlich Preussischen Akademie der Wissenschaften, vol. 1904, no 43,‎ 1904, p. 1404-1416
  - Wikisource translation: On the Electrodynamics of Moving Systems II
- (en) E Cohn, « Antikritisches zu Hrn. Wiens "Differentialgleichungen der Elektrodynamic für bewegte Körper" », Annalen der Physik, Series 4, vol. 14, no 6,‎ 1904, p. 208 (DOI 10.1002/andp.19043190619, Bibcode 1904AnP...319..208C)
- "Physikalisches über Raum und Zeit", Himmel und Erde XIII, 117-136 (1911); auch als Broschüre veröffentlicht: Physikalisches über Raum und Zeit, Berlin/Leipzig, 1920, 4e éd., 30 p.
- "Faraday und Maxwell", Deutsches Museum - Abhandlungen und Berichte 4 (1), Berlin 1932 (29 p.).